# Вълчин
Вълчин е село в Югоизточна България. То се намира в община Сунгурларе, област Бургас.

## География
Селото се намира на 14 км от общинския център Сунгурларе, на 15 км от Карнобат и на 68 км от областния център Бургас.

## История
Името на селото се е образувало от това, че преди време там е имало много вълци. Преди години селото е било доста развито. Старото му име е Курткуджа, което от турски означава голям вълк. Вълчин означава заклинание против вълци, „да не му пакостят вълци“, но има и друга теория че: Според местна легенда, край извора под гората на южния склон на Баира се заселил някакъв турски ходжа. Дълго време бил сам и от околните села казвали за него: „курт гиби ишеро“, буквално се превежда „живее като вълк единак“. Когато край него се заселили и други, нарекли селото Курткоджа, а хълма – Курткоджански баир. В историческите извори се споменава, че през последните години на XVв. в състава на Вакъфа на Раккас Синан бей, самият владетел включил към имотите си и землището на Курткоджа. От руски данни разбираме, че в селото през 1830 г. има българи – 22 души, мюсюлмани – 15, след Одринския мирен договор се изселват 13 християнски семейства.

## Етимология
Според документ от 1487 г. се споменава селището Курткоджа.
С първоначалното си старо име Курт коджа и Курткоджа селото се среща в османотурски регистри за Карнобатска кааза от края на XVв.
Във военни документи на руската армия от 1829 г. се среща името Куртхудже.С Министерска заповед (МЗ) № 2820 обнародвана на 14 август 1934 г., населеното място е преименувано от Куркоджа на село Вълчин.

## Население

### Етнически състав
Преброяване на населението през 2011 г.
Численост и дял на етническите групи според преброяването на населението през 2011 г.:
|                     | Численост |
| Общо                | 389       |
| Българи             | 151       |
| Турци               | 121       |
| Цигани              | 117       |
| Други               | -         |
| Не се самоопределят | -         |
| Неотговорили        | -         |

## Героите на село Вълчин
В парка в центъра на селото от каменни блокове е изграден паметник. Паметникът е посветен на загинали през Балканската, Първата и Втората световни войни, Септемврийското възстание. Надписите с имената на героите са върху три мраморни плочи. Върху първата мраморна плоча освен имената има и три снимки.
Списък на загиналите герои, родени и живели в селото:
Руси Д. Янев 1896 – 1925 г. Карнобат
Желю Б. Манчев 1920 – 1945 г. Драва Унгария
Димитър Г. Узунов 1920 – 1944 с. Сотина Унгария
Пенчо Т. Ненчев 1876 – 1918 г. Скопие Сърбия
Тодор Д. Узунов 1897 – 1918 г. Скопие Сърбия
Желез Ч. Мечков 1880 – 1916 г. Скопие Сърбия
Желез Б. Мечков 1886 – 1916 г. Каймак-Чалан
Кено Т. Пенчев 1887 – 1916 г. Каймак-Чалан
Иван Н. Иванов 1873 – 1916 г. Каймак-Чалан
Чаню М. Кунев 1872 – 1913 г. с. Трава Турция
Нягол С. Калмуков 1879 – 1913 г. Хаскево Турция
Нягол Т. Славов 1871 – 1913 г. Трава Турция
Митю Н. Иванов 1871 – 1913 г. Трава Турция
Вълко Ч. Неделчев 1872 – 1913 г. Трава Турция
Тодор И. Железов 1880 – 1913 г. Трава Турция
Слав И. Димов 1891 – 1915 г. Сърбия

## Важни дати от историята на селото
- 1865 г. открива се училището.
- 1928 г. основано е читалище „Зора“.
- 1950 г. се учредява ТКЗС.

## Други
В селото е имало много от рода Никови, които по последни проучвания са от рода на Стефан Караджа.